# Atlas Linguarum Europae
Pour les articles homonymes, voir ALE.
L’Atlas Linguarum Europae (littéralement Atlas des langues d'Europe, ALE en sigle) est un projet d’atlas linguistique lancé en 1970 avec l’aide de l’Unesco, et publié de 1975 à 2007. L’ALE utilise son propre système de transcription phonétique, basé sur l’Alphabet phonétique international avec quelques modifications. Il couvre six familles de langues présentent sur le continent européen : altaïque, basque, indo-européenne, causasienne, sémitique, et ouralienne ; ces familles sont divisées en 22 groupes linguistiques comptant 90 langues et dialectes. Les données ont été collectées dans 2631 localités. Les membres du projet ALE sont organisés en 47 comités nationaux et 4 comités pour les langues minoritaires.

## Publications
- Atlas Linguarum Europae : Introduction, Assen : Van Gorcum, 1975.
- Atlas Linguarum Europae : Premier Questionnaire, Assen : Van Gorcum, 1976.
- Atlas Linguarum Europae : Second Questionnaire, Assen : Van Gorcum, 1979.
- Atlas Linguarum Europae, volume I : premier fascicule, cartes et commentaires, Assen : Van Gorcum, 1983.
- Atlas Linguarum Europae, volume I : deuxième fascicule, cartes et commentaires, Assen/Maastricht : Van Gorcum, 1986.
- Atlas Linguarum Europae, volume I : troisième fascicule, cartes et commentaires, Assen : Van Gorcum, 1988.
- Atlas Linguarum Europae, volume I : quatrième fascicule, cartes et commentaires. Assen/Maastricht : Van Gorcum, 1990.
- Atlas Linguarum Europae, volume I : cinquième fascicule, cartes et commentaires, Roma : Poligrafico, 1997.
- Atlas Linguarum Europae Perspectives nouvelles en géolinguistique, Roma : Poligrafico, 1997.
- Atlas Linguarum Europae, volume I : sixième fascicule, cartes et commentaires, Roma : Poligrafico, 2002.
- Atlas Linguarum Europae, volume I : septième fascicule, cartes et commentaires, Roma : Poligrafico, 2007.
- Atlas Linguarum Europae, volume I : huitième fascicule, commentaires, Bucarest : Editura Universităţii din Bucureşti, 2014
- Atlas Linguarum Europae, volume I : huitième fascicule, cartes linguistiques européennes, Bucarest : Editura Universităţii din Bucureşti, 2014
- Atlas Linguarum Europae, volume I : neuvième fascicule, commentaires, Bucarest : Editura Universităţii din Bucureşti, 2015
- Atlas Linguarum Europae, volume I : neuvième fascicule, cartes linguistiques européennes, Bucarest : Editura Universităţii din Bucureşti, 2015